# Atampaya
Atampaya är ett utdött australiskt språk. Atampaya talades i Queensland och tillhörde de pama-nyunganska språken.